# 齊昌郡
齊昌郡，南北朝的郡。
- 南朝齐置齊昌郡，治所在齐昌县（今湖北省蕲春县西北六里罗州城）。永明四年（486年）从郢州属于豫州。南齐时，齊昌郡下辖齊昌县、保城县、永兴县、阳塘县。南梁时，废郡再置，齊昌郡属于北江州。辖境相当今湖北省蕲春县蕲水以东及黄梅县地。侯景之乱后，齊昌郡先后属于东魏、北齐、北周，隶属罗州。隋文帝开皇三年（583年）废除齊昌郡，下辖齐昌县、蕲水县直属蕲州。
- 南齐在梁州另设齊昌郡，治所不详。